# Alice McLaren

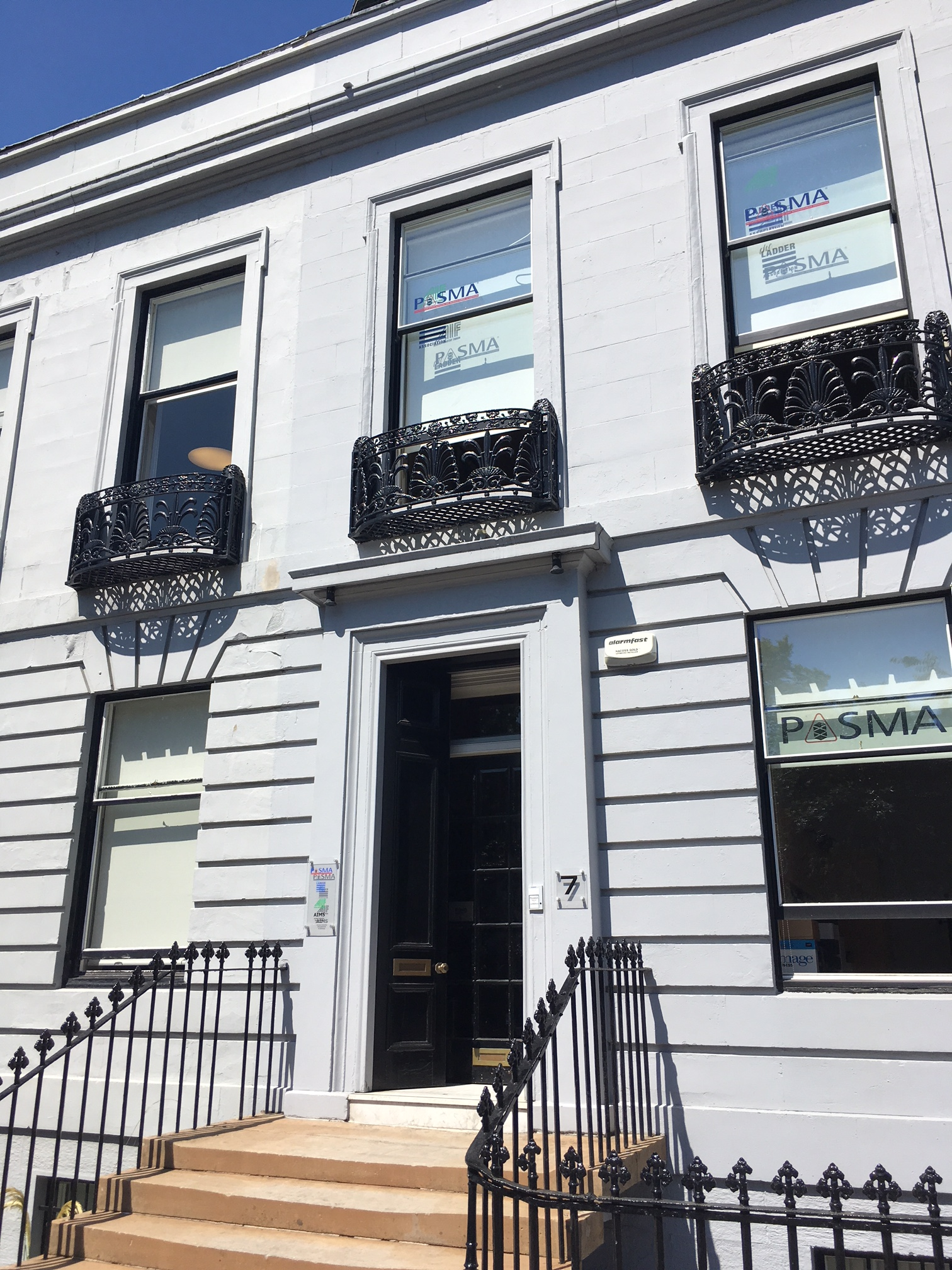
7 Newton Place, Glasgow

Alice McLaren (1860 - 1945) va ser una metgessa, ginecòloga, sufragista i defensora de la salut de les dones i dels drets de les dones escocesa. Va ser la primera metgessa a Glasgow.

## Primers anys de vida i educació
McLaren va néixer a Edimburg de William Cunningham McLaren i Maria Amelia Wilson, i va ser l'última de sis germans. Es va graduar amb honors de primera classe en medicina a la Universitat de Londres el 1893. McLaren es va formar a la Infermeria Reial de Glasgow.

## Carrera mèdica
El necrològic del British Medical Journal va assenyalar que era la primera ginecòloga dona de Glasgow. Durant la seva carrera, va treballar en diverses institucions, entre elles: 
- Hospital privat per a dones de Glasgow, on va ser superintendent mèdica.
- Hospital general de Leith, on va ser nomenada metgessa de la casa el 1891.[4]
- Lock Hospital, Glasgow.
- Glasgow Royal Samaritan Hospital.
- Royal Mental Hospital, on va estar fent consulta ginecològica.
- Asil de Leavesden.[3]
- Infermeria de la Birmingham Union.[3]
- Stirling District Asylum.[3]

McLaren va ser membre de la Societat Obstétrica i Ginecològica de Glasgow. El 1902 va participar en la fundació de l'Hospital Privat de Dones de Glasgow al costat d' Elizabeth Margaret Pace.

## Vida posterior
Durant el seu temps a Glasgow, va compartir una casa amb Elizabeth Margaret Pace al 7 Newton Place fins al seu matrimoni el 1908. McLaren va morir a Crail el 1945.

## Els drets de les dones
McLaren va ser membre fundadora de l'Associació Glasgow and West of Scotland per al sufragi femení.